# Karavana (edice)
Brožované knihy (později sešity) jednotného formátu a designu, které začaly vycházet od roku 1958 (sešity od roku 1967) v SNDK (Státní nakladatelství dětské knihy), později přejmenovaném na Albatros.
Knihy (ve formátu 8°) v edici Karavana vycházely v letech 1958–1968 v nákladech okolo 30 000 výtisků, určeny pro čtenáře od 9 let. Celkem v edici vyšlo 42 knih. Na obálce byl barevný obrázek (výjimečně jiného autora, než ilustrátora knihy) doplněný vlevo čtyřmi menšími obrázky (čísla 1–20). Další čísla měla po levé straně místo obrázků barevný svislý nápis Karavana.
Později (od roku 1967) začaly vycházet, v edici stejného jména, mnohem známější a oblíbenější sešity (v nákladech i přes 100 000 výtisků). Sešity (4°, tj. 29,8 × 24,0 cm) byly číslované (téměř 250 sešitů). Tyto sešity se formátem a brožovanou vazbou podobaly prvorepublikovým Rodokapsům (Románům do kapsy). Výběrem děl (rodokapsy se dnes považují za brak či škvár) se ale sešity Karavany podstatně liší. V edici sešitových Karavan byla ale občas vydávána i díla autorů východního bloku (SSSR, NDR, BLR, PLR ale i Československa) poplatné dané době.
Sešity byly uvnitř černobíle ilustrovány (často např. Zdeněk Burian). Papírová obálka byla ilustrována barevně, ovšem stále na způsob jednolitě barevných ploch v černě tištěném linorytu.
V prvních číslech (1–56) byl i román na pokračování. Na obálce (poslední dvě strany) pak různé zajímavosti, nebo reklama na knihy (i v jiných edicích) SNDK.
V roce 1999 byla edice obnovena. V letech 1999–2007 vycházely v již třetí edici Karavana v nakladatelství Albatros knihy (paperbacky o rozměrech 200 × 120 mm) se Sci-fi a fantasy tematikou. V knihách bez ilustrací ale s barevnou obálkou vyšlo celkem 13 svazků zahraničních autorů.

## Edice Karavana (knihy)
| Číslo   | Autor                                                                                      | Název                                       | Rok  | Náklad | Ilustrátor                           | Překladatel                                    | Identifikátor | Žánr literatury     |
| ------- | ------------------------------------------------------------------------------------------ | ------------------------------------------- | ---- | ------ | ------------------------------------ | ---------------------------------------------- | ------------- | ------------------- |
| 1.      | František Běhounek                                                                         | Ostrov draků                                | 1958 | 40 000 | Václav Junek                         |                                                | D–584587      | Dobrodružná         |
| 2.      | Richard Halliburton                                                                        | Cesty za dobrodružstvím                     | 1958 | 30 000 | Jan Žbánek                           | Jiří Pober, Taťána Peřinová, Olga Kořánová     | D–588168      | Cestopis            |
| 3.      | Ladislav Mikeš Pařízek                                                                     | Prales leopardů                             | 1958 | 40 000 | Miroslav Váša, obálka Zdeněk Kudělka |                                                | D–588147      | Dobrodružná         |
| 4.      | Vladimír K. Arseňjev                                                                       | Stopař Děrsu Uzala                          | 1959 | 30 000 | Věra Fridrichová                     | Jiří Sixta                                     | D–584942      | Cestopis            |
| 5.      | Ivan Antonovič Jefremov                                                                    | Setkání nad Tuscarorou                      | 1959 | 25 000 | Jan Javorský                         | Milan Korejs                                   | D–13*30283    | Sci-fi              |
| 6.      | Svatopluk Hrnčíř                                                                           | Případ skončil v pátek                      | 1959 | 30 000 | Jan Brychta                          |                                                | D–596589      | Detektivní a sci-fi |
| 7.      | Jules Verne                                                                                | Vynález zkázy                               | 1959 | 40 000 | Kamil Lhoták                         | Anna Kučerová                                  | D–596709      | Sci-fi              |
| 8.      | Werner Bender                                                                              | Záhada veletrhu 1999                        | 1959 | 30 000 | František Škoda                      | Jitka Bodláková                                | D–590667      | Sci-fi              |
| 9.      | Nikolaj Vladimirovič Toman                                                                 | Honba za Přízrakem                          | 1960 | 30 000 | Jan Solovjev                         | Jiří Moravec                                   | D–08*01003    | Špionážní           |
| 10.     | Jules Verne                                                                                | Robur Dobyvatel                             | 1960 | 40 000 | Kamil Lhoták                         | Václav Netušil                                 | D–08*01081    | Sci-fi              |
| 11.     | František Flos                                                                             | Za pokladem                                 | 1960 | 30 000 | Zdeněk Filip                         |                                                | D–06*01141    | Dobrodružná         |
| 12.     | Alina a Czesław Centkiewiczovi                                                             | V zemi polární záře                         | 1960 | 17 000 | Ervín Urban                          | Helena Stachová                                | D–09*01222    | Dobrodružná         |
| 13.     | Richard Halliburton                                                                        | Cesty za dobrodružstvím                     | 1960 | 32 000 | Jan Žbánek                           | Jiří Pober, Taťána Peřinová, Olga Kořánová     | D–08*01145    | Dobrodružná         |
| 14.     | Vladimír Němcov                                                                            | Stín pod zemí                               | 1961 | 30 000 | Jan Javorský                         | Jiří Moravec                                   | D–13*10007    | Sci-fi              |
| 15. 16. | Ernest Thompson Seton                                                                      | Moji známí z divočiny                       | 1961 | 30 000 | Jan Černý                            | Jiří Šeda                                      | D–04*10148    | Dobrodružná         |
| 17.     | Lech Emfazy Stefański                                                                      | Bílý prášek                                 | 1961 | 30 000 | Alexander Kohout                     | Olga Neveršilová                               | D–04*10037    | Detektivní          |
| 18.     | Jiří Růžička                                                                               | Tajemství třetí tůně                        | 1961 | 30 000 | Jan Javorský                         |                                                |               | Detektivní          |
| 19.     | František Běhounek                                                                         | Projekt Scavenger                           | 1961 | 30 000 | Otakar Procházka                     |                                                | D–04*10301    | Sci-fi              |
| 20.     | Pavel Hanuš                                                                                | Případy pana Bábovky                        | 1962 | 25 000 | Jan Brychta, obálka Zdeněk Kudělka   |                                                | 13–039–62     | Detektivní          |
| 21.     | Rudyard Kipling                                                                            | Rikki Tikki Tavi a jiné povídky o zvířatech | 1962 | 30 000 | František Zálešák                    | Wanda Zámecká                                  | 13–219–62     | Dobrodružná         |
| 22.     | Vladimír Henzl                                                                             | Dobrodružství doktora Haiga                 | 1962 | 30 000 | Eduard Hájek                         |                                                | 13–083–62     | Dobrodružná         |
| 23.     | Wolf Durian                                                                                | Lumberjack                                  | 1962 | 30 000 | Jiří Krásl                           | Anna Siebenscheinová                           | 13–084–62     | Dobrodružná         |
| 24.     | Horst Blume                                                                                | Zlato knížat                                | 1963 | 15 000 | Jan Javorský                         | Jiří Moravec                                   |               | Dobrodružná         |
| 25.     | Vítězslav Houška                                                                           | 136 briliantů                               | 1963 | 25 000 | Marcel Stecker                       |                                                | 13–035–63     | Detektivní          |
| 26.     | Jean Ollivier                                                                              | Potopené město                              | 1963 | 25 000 | Josef Jíra                           | Václav Netušil                                 | 13–061–63     | Sci-fi              |
| 27.     | Antologie sovětských vědeckofantastických povídek uspořádali Karel Dostál a Zdeněk Frýbort | Napříč nekonečnem                           | 1963 | 30 000 | Ervín Urban                          | Karel Dostál, Jiří Moravec a Jaroslav Piskáček | 13–221–63     | Sci-fi              |
| 28.     | André Laurie, Jules Verne                                                                  | Trosečník z Cynthie                         | 1963 | 30 000 | Adolf Born                           | Arnoštka Kubelková                             | 13–164–63     | Dobrodružná         |
| 29.     | Jan Martinec, Karel Friedrich                                                              | Útěk před žlutou hvězdou                    | 1964 | 27 000 | Karel Teissig                        |                                                | 13–093–64     | Válečná             |
| 30.     | Ivan Foustka                                                                               | Planeta přeludů                             | 1964 | 30 000 | Alexander Kohout                     |                                                | 13–076–64     | Sci-fi              |
| 31.     | Antologie polských vědeckofantastických povídek, uspořádal Jaroslav Simonides              | Rakety z Tantalu                            | 1964 | 40 000 | Antonín Michalčík                    | Jaroslav Simonides                             | 13–155–64     | Sci-fi              |
| 32.     | Ludvík Souček                                                                              | Krotitelé ďáblů                             | 1965 | 33 000 | Antonie Povondrová                   |                                                | 13–042–65     | Sci-fi              |
| 33.     | František Běhounek                                                                         | Robinzoni želvích ostrovů                   | 1965 | 25 000 | Václav Junek                         |                                                | 13–030–65     | Dobrodružná         |
| 34.     | Jules Verne                                                                                | Cesta do středu Země                        | 1965 | 55 000 | Jan Javorský                         | Václav Netušil, J. Berger                      | 13–069–65     | Dobrodružná, Sci-fi |
| 35.     | Vladimir Leonidovič Durov                                                                  | Jak jsem krotil zvířata                     | 1965 | 25 000 | František Janula                     | Oleg Vojtíšek                                  | 13–045–65     | Psychologie zvířat  |
| 36.     | Haroun Tazieff                                                                             | Drama Svatomartinské propasti               | 1966 | 29 000 | Ladislav Böhm                        | Božena Kaupová                                 | 13–076–66     | Dobrodružná         |
| 37.     | Vlastislav Toman                                                                           | Příchod bohů                                | 1966 | 33 000 | Jaroslav Lukavský                    |                                                | 13–058–66     | Sci-fi              |
| 38.     | Vladimír Henzl                                                                             | Zátoka pirátů                               | 1966 | 46 000 | Jan Javorský                         |                                                | 13–038–66     | Dobrodružná         |
| 39.     | Jan Martinec, Karel Friedrich                                                              | Bloudění v kruhu                            | 1967 | 22 000 | Karel Teissig                        |                                                | 13–170–67     | Válečná             |
| 40.     | Karel Jindřich Krušina                                                                     | Zimní bouře                                 | 1967 | 19 000 | Josef Paukert                        |                                                | 13–053–67     | Dobrodružná         |
| 41.     | Vladimír Henzl                                                                             | Přiznejte se kapitáne                       | 1967 | 30 000 | Jan Javorský                         |                                                | 13–168–67     | Válečná             |
| 42.     | Robert Louis Stevenson, Ernst Theodor Amadeus Hoffmann                                     | Dva muži na druhou                          | 1968 | 30 000 | Eduard Hájek                         | Jarmila Fastrová a Jaroslav Bílý               | 13–020–68     | Horor               |

## Edice Karavana (sešity)

### Ceny sešitů
- Od čísla 1 do 17 – 6 Kčs
- Od čísla 21 do 238 – 7 Kčs
- Rok 1989 (nečíslované) – 10 Kčs
- Rok 1991 (nečíslované) – 15 Kčs

### Román na pokračování
- Jaroslav Foglar – Chata v Jezerní kotlině (čísla 1–11)
- Eduard Štorch – Zastavený příval (čísla 12–18)
- Karel May – Červenomodrý Metuzalém (čísla 19–30)
- André Laurie – Vládce hlubin (čísla 31–38)
- Jules Verne – Podivuhodné setkání v džungli (čísla 39–49)
- Karel May – V zemi draka (čísla 50 až 56)

### Vyšlo v edici Karavana
I když na konci Karavany býval občas seznam vyšlých či připravovaných titulů, byl tento seznam často chybný. V tiráži občas chybí v té době obvykle uváděný náklad.

#### Čísla 1–238
| Číslo | Autor                                                                         | Název                                    | Rok  | Náklad  | Ilustrátor                     | Autor obálky                             | Překladatel                                               | Identifikátor                            | Žánr literatury            |
| ----- | ----------------------------------------------------------------------------- | ---------------------------------------- | ---- | ------- | ------------------------------ | ---------------------------------------- | --------------------------------------------------------- | ---------------------------------------- | -------------------------- |
| 1.    | Jules Verne, André Laurie                                                     | Trosečník z Cynthie                      | 1967 | 100 000 | Adolf Born                     | Jaroslav Fišer                           | Arnoštka Kubelková                                        | 13-159-67                                | Dobrodružná                |
| 2.    | Alfred Assollant                                                              | Hrdinný kapitán Korkorán                 | 1967 | 100 000 | Alphonse de Neuville           | Jaroslav Fišer                           | Vítězslav Kocourek                                        | 13-160-67                                | Dobrodružná                |
| 3.    | Alberto Vojtěch Frič                                                          | Hadí ostrov                              | 1967 | 100 000 | Zdeněk Burian                  | Jaroslav Fišer                           |                                                           | 13-165-67                                | Dobrodružná                |
| 4.    | Jiří Hronek                                                                   | Zlato na Espaňole                        | 1967 | 80 000  | Vladimír Brehovszký            | Jaroslav Fišer                           |                                                           |                                          | Dobrodružná                |
| 5.    | Erich Kästner                                                                 | Emil a detektivové, Emil a tři dvojčata  | 1968 | 80 000  | Walter Trier                   | Jaroslav Fišer                           | Jitka Fučíková                                            | 13-040-68                                | Detektivní                 |
| 6.    | František Flos                                                                | Lovci kožišin                            | 1968 | 100 000 | Zdeněk Burian                  | Jaroslav Fišer                           |                                                           | 13-047-68                                | Dobrodružná                |
| 7.    | Alberto Vojtěch Frič                                                          | Dlouhý lovec                             | 1968 | 100 000 | Zdeněk Burian                  | Jaroslav Fišer                           |                                                           | 13-073-68                                | Dobrodružná                |
| 8.    | Bohumír Fiala                                                                 | Táhli tudy Avaři…                        | 1968 | 80 000  | Zdeněk Mlčoch                  | Jaroslav Fišer                           |                                                           | 13-077-68                                | Dobrodružná                |
| 9.    | Alois Musil                                                                   | Cedry na Libanonu                        | 1968 | 100 000 | Zdeněk Burian                  | Jaroslav Fišer                           |                                                           |                                          | Dobrodružná                |
| 10.   | Friedrich Gerstäcker                                                          | Pevnost u Solného brodu                  | 1968 | 100 000 | Vladimír Kovařík               | Jaroslav Fišer                           | Antonín Tejnor                                            | 13-139-68                                | Dobrodružná                |
| 11.   | František Flos                                                                | Útěk ze zajetí                           | 1968 | 100 000 | Václav Junek                   | Jaroslav Fišer                           |                                                           | 13-132-68                                | Dobrodružná                |
| 12.   | Igor Vsevoložskij                                                             | Nepolapitelný monitor                    | 1968 | 80 000  | Jaroslav Lukavský              | Jaroslav Lukavský, Jaroslav Fišer        | Adolf A. Lebeda                                           | 13-138-68                                | Válečná                    |
| 13.   | Ernest Thompson Seton                                                         | Moji známí z divočiny                    | 1968 | 100 000 | Jan Černý                      | Jaroslav Fišer                           | Jiří Šeda                                                 | 13-162-68                                | Dobrodružná                |
| 14.   | Vojtěch Cach                                                                  | Náklad do Hamburku                       | 1968 | 90 000  | Jaroslav Baumruck              | Jaroslav Fišer                           |                                                           | 13-177-68                                | Dobrodružná                |
| 15.   | Alberto Vojtěch Frič                                                          | Strýček Indián                           | 1968 | 100 000 | Zdeněk Burian                  | Jaroslav Fišer                           |                                                           | 13-167-68                                | Dobrodružná                |
| 16.   | Alexandr Grin                                                                 | Cesta nikam                              | 1968 | 85 000  | Karel Teissig                  | Jaroslav Fišer                           | Zdeňka Psůtková                                           | 13-179-68                                | Dobrodružná                |
| 17.   | Ladislav Mikeš Pařízek                                                        | Kraj dvojí oblohy                        | 1968 | 90 000  | Miroslav Váša                  | Miroslav Váša, Jaroslav Fišer            |                                                           | 13-038-69                                | Dobrodružná                |
| 18.   | Jules Verne                                                                   | Číňanovy trampoty v Číně                 | 1969 | ?       | Léon Benett                    | Jaroslav Fišer                           | Václav Netušil                                            | 13-037-69                                | Dobrodružná                |
| 19.   | Zane Grey                                                                     | Poslední z prérie                        | 1969 | ?       | Otakar Jelínek                 | Jaroslav Fišer                           | Gabriela a Karel Střelkovi                                | 13-061-69                                | Dobrodružná                |
| 20.   | Alois Musil                                                                   | Mstitel                                  | 1969 | ?       | Antonín Michalčík              | Jaroslav Fišer                           |                                                           | 13-082-69                                | Dobrodružná                |
| 21.   | Pavel Hejcman                                                                 | Moravská válka                           | 1969 | ?       | Jindřich Hegr                  | Jaroslav Fišer                           |                                                           |                                          | Historická                 |
| 22.   | František Flos                                                                | Na modrém Nilu                           | 1969 | ?       | Zdeněk Burian                  | Zdeněk Burian, Jaroslav Fišer            |                                                           | 13-107-69                                | Dobrodružná                |
| 23.   | Desider Galský                                                                | Král Madagaskaru                         | 1969 | ?       | Ervín Urban                    | Ervín Urban, Jaroslav Fišer              |                                                           | 13-118-69                                | Dobrodružná                |
| 24.   | Frederick Marryat                                                             | Piráti                                   | 1969 | ?       | Radomír Kolář                  | Radomír Kolář, Jaroslav Fišer            | Bohumil Z. Nekovařík                                      | 13-118-69                                | Dobrodružná                |
| 25.   | Adam Bahdaj                                                                   | Klobouk za půl miliónu                   | 1969 | ?       | Osvald Klapper                 | Osvald Klapper, Jaroslav Fišer           | Jaroslav Simonides                                        | 13-129-69                                | Detektivní                 |
| Číslo | Autor                                                                         | Název                                    | Rok  | Náklad  | Ilustrátor                     | Autor obálky                             | Překladatel                                               | Identifikátor                            | Žánr literatury            |
| 26.   | Milan Ferko                                                                   | Pirátští králové a královští piráti      | 1969 | ?       | Osvald Klapper                 | Jaroslav Fišer                           | Ondřej J. Sekora                                          |                                          | Dobrodružná                |
| 27.   | Émile Gaboriau                                                                | Zločin v bankovním domě                  | 1969 | ?       | Kamil Lhoták                   | Kamil Lhoták, Jaroslav Fišer             | Gustav Francl                                             | 13-139-69                                | Detektivní                 |
| 28.   | Jules Verne                                                                   | Carův kurýr                              | 1969 | 110 000 | Jules Férat                    | Jaroslav Fišer                           | Jitka Křesálková                                          | 13-021-70                                | Dobrodružná                |
| 29.   | František Flos                                                                | Strýcův odkaz                            | 1970 | 100 000 | Zdeněk Burian                  | Zdeněk Burian, Jaroslav Fišer            |                                                           | 13-047-70                                | Dobrodružná                |
| 30.   | Vladimír Henzl                                                                | Alibi mrtvého                            | 1970 | 70 000  | Jan Javorský                   | Jaroslav Fišer                           |                                                           | 13-046-70                                | Válečná, špionážní         |
| 31.   | Pierre Maël                                                                   | V zajetí Amazonky                        | 1970 | 60 000  | Daniela Hahnová                | Jaroslav Fišer                           | Vladimír Henzl                                            |                                          | Dobrodružná                |
| 32.   | Zdeněk Matěj Kuděj                                                            | Šťastný greenhorn                        | 1970 | 60 000  | Zdeněk Filip                   | Jaroslav Fišer                           |                                                           | 13-078-70                                | Dobrodružná                |
| 33.   | Emilio Salgari                                                                | Hora světla                              | 1970 | 60 000  | Vladimír Kovařík               | Jaroslav Fišer                           | Vladimír Henzl                                            | 13-091-70                                | Dobrodružná                |
| 34.   | Paul d'Ivoi                                                                   | Honba za rádiem                          | 1970 | 60 000  | Dobroslav Foll                 | Jaroslav Fišer                           | Václav Cibula                                             | 13-072-70                                | Dobrodružná                |
| 35.   | Antonín Zhoř                                                                  | Poctivý Abe                              | 1970 | 53 000  | Josef Liesler                  | Jaroslav Fišer                           |                                                           |                                          | Historická, životopis      |
| 36.   | Gabriel Ferry                                                                 | Poklad ve Zlatém údolí                   | 1970 | ?       | Jaromír Vraštil                | Jaroslav Fišer                           | Karel Černý                                               |                                          | Dobrodružná                |
| 37.   | Radovan Šimáček                                                               | Ve znamení W                             | 1971 | 50 000  | Alexander Kohout               | Jaroslav Fišer                           |                                                           |                                          | Historická, dobrodružná    |
| 38.   | Kamil Šimon                                                                   | Poklad pouště                            | 1971 | 80 000  | Josef Paukert                  | Josef Paukert, Jaroslav Fišer            |                                                           | 13-057-71                                | Dobrodružná                |
| 39.   | Jules Verne                                                                   | Záhadné dobrodružství velrybářské lodi   | 1971 | 60 000  | George Roux                    | Jaroslav Fišer                           | Václav Netušil                                            | 13-091-71                                | Dobrodružná                |
| 40.   | Joseph Alexander Altsheler                                                    | Ztracení lovci                           | 1971 | 60 000  | Radomír Kolář                  | Jaroslav Fišer                           | Jan Petr Velkoborský                                      | 13-707-71                                | Dobrodružná                |
| 41.   | Gustave Aimard                                                                | Zálesáci z Arkansasu                     | 1971 | 60 000  | Jaromír Vraštil                | Jaroslav Fišer                           | Václav Cibula                                             | 13-719-71                                | Dobrodružná                |
| 42.   | František Flos                                                                | Z pralesů Konga                          | 1971 | 60 000  | Zdeněk Burian                  | Jaroslav Fišer                           |                                                           | 13-738-71                                | Dobrodružná                |
| 43.   | Alois Musil                                                                   | Ve stínu křižáckého hradu                | 1971 | 55 000  | Karel Beneš                    | Jaroslav Fišer                           |                                                           | 13-754-71                                | Dobrodružná                |
| 44.   | Jean de la Hire                                                               | Poklad v hlubinách                       | 1971 | 60 000  | Václav Junek                   | Jaroslav Fišer                           | Gustav Francl                                             | 13-760-71                                | Fantastická                |
| 45.   | Jan Kozák                                                                     | Na lovu v Bambujce                       | 1971 | 50 000  | Jiří Krásl                     | Jiří Krásl, Jaroslav Fišer               |                                                           | 13-739-71                                | Dobrodružná, autobiografie |
| 46.   | Alberto Vojtěch Frič                                                          | Hadí ostrov                              | 1971 | 55 000  | Zdeněk Burian                  | Jaroslav Fišer                           |                                                           |                                          | Dobrodružná                |
| 47.   | André Laurie                                                                  | Tajemná Atlantis                         | 1971 | 60 000  | Václav Kabát                   | Jaroslav Fišer                           | Václav Netušil                                            | 13-776-71                                | Fantastická                |
| 48.   | Jack London                                                                   | Za zlatem severu                         | 1971 | 61 500  | Vladimír Kovařík               | Vladimír Kovařík, Jaroslav Fišer         | Milan Rejl                                                | 13-735-72                                | Dobrodružná                |
| 49.   | Alexandr Grin                                                                 | Zlatý řetěz                              | 1972 | 53 000  | Karel Teissig                  | Jaroslav Fišer                           | Olga Ptáčková-Macháčková                                  | 13-736-72                                | Dobrodružná                |
| 50.   | Ludvík Souček                                                                 | Případ baskervillského psa               | 1972 | 55 000  | Miroslav Váša                  | Jaroslav Fišer                           |                                                           | 13-755-72                                | Fantastická, detektivní    |
| Číslo | Autor                                                                         | Název                                    | Rok  | Náklad  | Ilustrátor                     | Autor obálky                             | Překladatel                                               | Identifikátor                            | Žánr literatury            |
| 51.   | Richard Henry Dana                                                            | Dva roky pod stěžněm                     | 1972 | 50 000  | Václav Junek                   | Václav Junek, Jaroslav Fišer             | Ladislav Dvořák                                           | 13-770-72                                | Dobrodružná                |
| 52.   | Frederick Marryat                                                             | Dobrodružství kadeta Keenea              | 1972 | 55 000  | Zdeněk Burian                  | Zdeněk Burian, Jaroslav Fišer            | Jaromír Čapek                                             | 13-788-72                                | Dobrodružná                |
| 53.   | Alberto Vojtěch Frič                                                          | Dlouhý lovec                             | 1972 | 52 000  | Zdeněk Burian                  | Jaroslav Fišer                           |                                                           | 13-850-72                                | Dobrodružná                |
| 54.   | Georges Simenon                                                               | Maigret v akci                           | 1972 | 90 000  | Oldřich Jelínek                | Oldřich Jelínek, Jaroslav Fišer          | Jarmila Friedlová                                         | 13-804-72                                | Detektivní                 |
| 55.   | Karel Sellner                                                                 | Osudná věštba                            | 1972 | 52 000  | Blanka Kadečková-Šustová       | Blanka Kadečková-Šustová, Jaroslav Fišer |                                                           | 13-826-72                                | Dobrodružná                |
| 56.   | Thomas Mayne-Reid                                                             | Bezhlavý jezdec                          | 1972 | 60 000  | Jaromír Vraštil                | Jaromír Vraštil, Jaroslav Fišer          | Vladimír Svoboda                                          | 13-848-72                                | Dobrodružná                |
| 57.   | Jules Verne                                                                   | Neobyčejná dobrodružství mistra Antifera | 1973 | 60 000  | George Roux                    | Jaroslav Fišer                           | Václav Netušil                                            | 13-766-73                                | Dobrodružná                |
| 58.   | Alois Musil                                                                   | Cedry na Libanonu                        | 1973 | 53 500  | Zdeněk Burian                  | Václav Kabát, James Janíček              |                                                           | 13-768-73                                | Dobrodružná                |
| 59.   | Francis Bret Harte                                                            | Sníh v Orlím dvoře/Ztraceni v pustině    | 1973 | 62 000  | Radomír Kolář, Zdeněk Burian   | Václav Kabát, James Janíček              | Jindřich Kovanda, Anna Kučerová                           | 13-788-73                                | Dobrodružná                |
| 60.   | Georgij Michajlovič Brjancev                                                  | Emirova šavle                            | 1973 | 50 000  | Zdeněk Mlčoch                  | Václav Kabát, James Janíček              | Adolf Felix                                               |                                          | Dobrodružná                |
| 61.   | Alfred Assollant                                                              | Hrdý Montluc                             | 1973 | 58 000  | Jan Hejda                      | Václav Kabát, James Janíček              | Jan Šimek                                                 | 13-787-73                                | Dobrodružná                |
| 62.   | František Flos                                                                | Taje afrických pralesů                   | 1973 | 65 000  | Zdeněk Burian                  | Václav Kabát, James Janíček              |                                                           | 13-803-73                                | Dobrodružná                |
| 63.   | Pierre Maël Kuzma                                                             | Syn moře Vilém Tell                      | 1973 | 63 000  | Václav Junek                   | Václav Kabát, James Janíček              | Evžen Lukeš                                               | 13-823-73                                | Dobrodružná                |
| 64.   | Vladimír Šustr                                                                | Chudý milionář                           | 1973 | 55 000  | Karel Teissig                  | Václav Kabát, James Janíček              |                                                           | 13-799-73                                | Dobrodružná, detektivní    |
| 65.   | André Laurie Boris Žitkov                                                     | Kapitán Trafalgar Hroznýš                | 1973 | 65 000  | Jan Javorský, Kamil Lhoták     | Václav Kabát, James Janíček              | Marie Slavíková, Olga Ptáčková-Macháčková                 | 13-833-73                                | Dobrodružná                |
| 66.   | Alberto Vojtěch Frič                                                          | Strýček Indián                           | 1973 | 62 000  | Zdeněk Burian                  | Václav Kabát, James Janíček              |                                                           | 13-841-73                                | Dobrodružná                |
| 67.   | Ladislav Mikeš Pařízek                                                        | Jezero Manyara                           | 1973 | 62 000  | Miroslav Váša, Miroslav Hrdina | Václav Kabát, James Janíček              |                                                           | 13-842-73                                | Dobrodružná                |
| 68.   | Kurt David                                                                    | Černý vlk                                | 1973 | 60 000  | Zdeněk Mlčoch                  | Václav Kabát, James Janíček              | Emanuel a Taťána Tilschovi                                |                                          | Dobrodružná                |
| 69.   | Donát Šajner                                                                  | Zpívající digger                         | 1973 | 55 000  | Karel Toman                    | Václav Kabát, James Janíček              |                                                           | 13-860-73                                | Dobrodružná                |
| 70.   | Antologie sovětských vědeckofantastických povídek, uspořádal Ivo Vaculín      | Zajatci Velikého mozku                   | 1973 | 55 000  | Eduard Hájek                   | Václav Kabát, James Janíček              | Hana a Ivo Vaculínovi                                     | 13-862-73                                | Sci-fi                     |
| 71.   | Jules Verne                                                                   | Škola robinsonů                          | 1974 | 68 000  | Jaroslav Lukavský              | Václav Kabát, James Janíček              | Marie Slavíková                                           | 13-751-74                                | Dobrodružná                |
| 72.   | Robert Kraft                                                                  | Sargasové peklo                          | 1974 | 62 500  | Jiří Hanuš                     | Václav Kabát, James Janíček              | Ilona Borská                                              | 13-759-74                                | Dobrodružná                |
| 73.   | Carit Etlar                                                                   | Poslání náčelníka Svena                  | 1974 | 58 000  | Alexander Kohout               | Václav Kabát, James Janíček              | František Fröhlich                                        | 13-763-74                                | Dobrodružná, historická    |
| 74.   | Václav Šolc Arnošt Vaněček                                                    | Synové Kondorů Zlato na Labutí řece      | 1974 | 60 000  | Jaromír Vraštil                | Václav Kabát, James Janíček              |                                                           | 13-800-74                                | Dobrodružná                |
| 75.   | Jack London                                                                   | Mezi zlatokopy                           | 1974 | 60 000  | Miroslav Hrdina                | Václav Kabát, James Janíček              | Milan Rejl                                                | 13-748-74                                | Dobrodružná                |
| Číslo | Autor                                                                         | Název                                    | Rok  | Náklad  | Ilustrátor                     | Autor obálky                             | Překladatel                                               | Identifikátor                            | Žánr literatury            |
| 76.   | Ilja Afroimovič Turičin                                                       | Nepokořený les                           | 1974 | 54 000  | Václav Junek                   | Václav Kabát, James Janíček              | Eva Dolejšová, Jan Zábrana                                | 13-821-74                                | Dobrodružná                |
| 77.   | Joseph Alexander Altsheler                                                    | Strážci pralesa                          | 1974 | 63 000  | Ervín Urban                    | James Janíček                            | Taťána Tilschová                                          |                                          | Dobrodružná                |
| 78.   | Karel Štorkán                                                                 | Muž k zastřelení                         | 1974 | 60 000  | Daniela Hahnová                | Václav Kabát, James Janíček              |                                                           |                                          | Dobrodružná                |
| 79.   | Friedrich Gerstäcker                                                          | Pevnost u Solného brodu                  | 1974 | 60 000  | Radomír Kolář                  | James Janíček                            | Antonín Tejnor                                            | 13-868-74                                | Dobrodružná                |
| 80.   | Stanislav Šusta                                                               | Ešalon smrti                             | 1974 | 59 000  | Antonie Povondrová             | James Janíček                            |                                                           |                                          | Dobrodružná                |
| 81.   | Stefan Dičev                                                                  | Ve stínu půlměsíce                       | 1975 | 35 000  | Otakar Procházka               | James Janíček                            | Ludmila Nováková                                          |                                          | Dobrodružná                |
| 82.   | Ladislav Mikeš Pařízek                                                        | Kraj dvojí oblohy                        | 1975 | 58 000  | Miroslav Váša                  | Václav Kabát, James Janíček              |                                                           |                                          | Dobrodružná                |
| 83.   | Jules Verne                                                                   | Zajatec pustin                           | 1975 | 71 000  | Léon Benett                    | James Janíček                            | Václav Netušil                                            | 13-777-75                                | Dobrodružná                |
| 84.   | Jerzy Edigey                                                                  | Střela z Elamu                           | 1975 | 59 000  | Vladimír Kopecký               | James Janíček                            | René Frühauf a Jiří Frühauf                               | 13-739-75                                | Historická, detektivní     |
| 85.   | Antologie sovětských detektivních novel, uspořádala Miroslava Genčiová        | Za vinu se pyká                          | 1975 | 50 000  | Dagmar Sedláčková              | James Janíček                            | Olga Ptáčková-Macháčková                                  | 13-778-75                                | Detektivní                 |
| 86.   | Nora Szczepańska                                                              | Karibu                                   | 1975 | 63 000  | Radomír Kolář                  | James Janíček                            | Josef Vlášek                                              | 13-819-75                                | Dobrodružná                |
| 87.   | Stanislav Šusta                                                               | Město v ohni                             | 1975 | 54 000  | Zdeněk Filip                   | James Janíček                            |                                                           | 13-847-75                                | Válečná                    |
| 88.   | Barbara Bartosová-Höppnerová                                                  | Zátoka černých člunů                     | 1975 | 54 000  | Jan Javorský                   | James Janíček                            | Anna Siebenscheinová                                      | 13-796-75                                | Dobrodružná                |
| 89.   | Miroslav Bechyně                                                              | Saskatchewan divoký a tichý              | 1975 | 59 000  | Zdeněk Burian                  | James Janíček                            |                                                           |                                          | Dobrodružná                |
| 90.   | Joseph Alexander Altsheler                                                    | Poslední náčelník                        | 1975 | 68 000  | Jaromír Vraštil                | James Janíček                            | Taťána Tilschová, Václav Mikolášek                        | 13-827-75                                | Dobrodružná                |
| 91.   | Antologie anglo-amerických sci-fi povídek, uspořádal Oldřich Černý            | Vlak do pekla                            | 1976 | 64 000  | Jarmila Jeriová                | James Janíček                            | Oldřich Černý, Miloš Calda a Viktorie Klásková            | 13-712-76                                | Sci-fi                     |
| 92.   | František Flos                                                                | Na modrém Nilu                           | 1976 | 57 000  | Zdeněk Burian                  | James Janíček                            |                                                           | 13-717-76                                | Dobrodružná                |
| 93.   | Jules Verne                                                                   | Závěť výstředníka                        | 1976 | 64 000  | Oldřich Jelínek                | James Janíček                            | Václav Netušil                                            | 13-720-76                                | Dobrodružná                |
| 94.   | František Omelka                                                              | Velký admirál                            | 1976 | 57 000  | Václav Junek                   | James Janíček                            |                                                           | 13-725-76                                | Dobrodružná                |
| 95.   | Pierre Pelot Frederick Marryat                                                | Jediný rebel Dobrodružství kadeta Keenea | 1976 | 60 500  | Zdeněk Burian                  | James Janíček                            | Gustav Francl, Jaromír Čapek                              | 13-763-76                                | Dobrodružná                |
| 96.   | Václav Šolc Ludvík Souček                                                     | Pobřeží krve Pevnost bílých mravenců     | 1976 | 66 000  | Václav Junek                   | James Janíček                            |                                                           | 13-803-76                                | Sci-fi                     |
| 97.   | Janko Veselinović                                                             | Zkrvavený půlměsíc                       | 1976 | 51 000  | Jiří Veškrna                   | James Janíček                            | Karel Ráb                                                 | 13-833-76                                | Historická                 |
| 98.   | Frederick Marryat                                                             | Piráti                                   | 1976 | 51 000  | Radomír Kolář                  | James Janíček                            | Bohumil Z. Nekovařík                                      | 13-807-76                                | Dobrodružná                |
| 99.   | Anatolij Markuša                                                              | Pasažér je smrt                          | 1976 | 61 000  | Michal Kudělka                 | James Janíček                            | Jana Heřmanová                                            | 13-851-76                                | Dobrodružná                |
| 100.  | Otakar Brůna                                                                  | Čertovo kolo                             | 1976 | 56 000  | Alexander Kohout               | James Janíček                            |                                                           | 13-864-76                                | Válečná                    |
| Číslo | Autor                                                                         | Název                                    | Rok  | Náklad  | Ilustrátor                     | Autor obálky                             | Překladatel                                               | Identifikátor                            | Žánr literatury            |
| 101.  | Karel Sellner                                                                 | Osudná věštba                            | 1976 | 51 000  | Blanka Kadečková-Šustová       | James Janíček                            |                                                           |                                          | Dobrodružná                |
| 102.  | Jules Verne                                                                   | Drama v Livonsku                         | 1977 | 66 500  | James Janíček                  | James Janíček                            | Václav Netušil                                            | 13-703-77                                | Dobrodružná                |
| 103.  | Radko Vyhlíd                                                                  | Úsměv bez tváře                          | 1977 | 60 000  | Jiří Hejda                     | James Janíček                            |                                                           | 13-764-77                                | Detektivní                 |
| 104.  | Jurij Vasiljevič Bondarev                                                     | Ještě neumlkla děla                      | 1977 | 66 000  | Jiří Mikula                    | James Janíček                            | Jaroslav Piskáček                                         | 13-721-77                                | Válečná                    |
| 105.  | Jozef Repko                                                                   | Kletba černé skály                       | 1977 | 63 000  | Josef Paukert                  | James Janíček                            | Evžen Lukeš                                               |                                          | Dobrodružná                |
| 106.  | Joseph Alexander Altsheler                                                    | Zlato Apačů                              | 1977 | 69 500  | Josef Dvořák                   | James Janíček                            | Taťána Tilschová                                          |                                          | Dobrodružná                |
| 107.  | Ferenc Örsi                                                                   | Kapitán Tenkes                           | 1977 | 52 000  | Radomír Kolář                  | James Janíček                            | Milan Navrátil                                            |                                          | Dobrodružná, historická    |
| 108.  | Robert Kraft                                                                  | Nobody - muž z Neznáma                   | 1977 | 73 000  | Zdeněk Burian                  | Zdeněk Burian, James Janíček             | Jana Hošková                                              | 13-825-77                                | Dobrodružná                |
| 109.  | Kamil Šimon                                                                   | Osudné setkání                           | 1978 | 60 000  | Karel Toman                    | James Janíček                            |                                                           |                                          | Dobrodružná                |
| 110.  | František Flos                                                                | Vzducholodí do srdce Brazílie            | 1978 | 55 000  | Václav Junek                   | James Janíček                            |                                                           | 13-720-78                                | Dobrodružná                |
| 111.  | Zane Grey                                                                     | Vítr smrti                               | 1978 | 60 000  | Zdeněk Burian                  | Zdeněk Burian, James Janíček             | Jarmila Rosíková                                          | 13-747-78                                | Dobrodružná                |
| 112.  | Stanislav Šusta                                                               | Stopy vrahů                              | 1978 | 55 000  | Zdeněk Filip                   | James Janíček                            |                                                           | 13-761-78                                | Dobrodružná                |
| 113.  | Jules Verne                                                                   | Sever proti Jihu                         | 1978 | 70 000  | Vladimír Kopecký               | James Janíček                            | Gustav Francl                                             | 13-780-78                                | Dobrodružná                |
| 114.  | Joseph Alexander Altsheler                                                    | Ztracení lovci                           | 1978 | 60 000  | Radomír Kolář                  | James Janíček                            | Jan Petr Velkoborský                                      | 13-798-78                                | Dobrodružná                |
| 115.  | Anatolij Bezuglov                                                             | Kde je markýz?                           | 1978 | 58 000  | Karel Přibyl                   | James Janíček                            | Olga Ptáčková-Macháčková                                  |                                          | Dobrodružná                |
| 116.  | Benno Pludra                                                                  | Tambari                                  | 1978 | 54 500  | Jarmila Halámková              | James Janíček                            | Jiří Stach                                                | 13-825-78                                | Dobrodružná                |
| 117.  | Jerzy Jesionowski                                                             | Bloudění v čase                          | 1978 | 50 000  | Teodor Rotrekl                 | James Janíček                            | Jiří Fiedler                                              | 13-892-78                                | Sci-fi                     |
| 118.  | Ilja Afroimovič Turičin                                                       | Nepokořený les                           | 1979 | 55 000  | Václav Junek                   | James Janíček                            | Eva Dolejšová, Jan Zábrana                                |                                          | Dobrodružná                |
| 119.  | Vojtěch Cach                                                                  | Náklad do Hamburku                       | 1979 | 50 000  | Jaroslav Baumruck              | James Janíček                            |                                                           | 13-767-79                                | Dobrodružná                |
| 120.  | Stanisław Lem                                                                 | Planeta Eden                             | 1979 | 60 000  | Teodor Rotrekl                 | James Janíček                            | Jaroslav Simonides                                        | 13-840-79                                | Sci-fi                     |
| 121.  | Eduard Klein                                                                  | Severino z ostrovů                       | 1979 | 60 000  | Karel Přibyl                   | James Janíček                            | Josef Poláček                                             | 13-832-79                                | Dobrodružná                |
| 122.  | Valentina Petrinská-Muchinová                                                 | Drama za polárním kruhem                 | 1979 | 60 000  | Otakar Procházka               | James Janíček                            | Eva Čeřovská                                              |                                          | Dobrodružná                |
| 123.  | Péter Hédervári                                                               | Zajatci oceánu                           | 1979 | 60 000  | Jiří Pavlík                    | James Janíček                            | Milan Navrátil                                            | 13-894-79                                | Sci-fi                     |
| 124.  | Petronij Gaj Amatuni                                                          | Tajemství Pito Kaa                       | 1980 | 60 000  | Jan Javorský                   | James Janíček                            | Ilona Borská                                              |                                          | Sci-fi                     |
| 125.  | Lukáš Luhan                                                                   | Strážce bílého stáda                     | 1979 | 60 000  | František Kalenský             | James Janíček                            |                                                           | 13-909-79                                | Dobrodružná, historická    |
| Číslo | Autor                                                                         | Název                                    | Rok  | Náklad  | Ilustrátor                     | Autor obálky                             | Překladatel                                               | Identifikátor                            | Žánr literatury            |
| 126.  | Joseph Alexander Altsheler                                                    | Strážci pralesa                          | 1979 | 75 000  | Ervín Urban                    | James Janíček                            | Taťána Tilschová                                          | 13-782-79                                | Dobrodružná                |
| 127.  | Eva Landštofová                                                               | Gazelí stopa                             | 1980 | 66 500  | Zdeněk Burian                  | James Janíček                            |                                                           | 13-769-80                                | Dobrodružná                |
| 128.  | Ludmila Freiová                                                               | Vyřazený exemplář                        | 1980 | 60 000  | Marcela Plodrová               | James Janíček                            |                                                           | 13-780-80                                | Sci-fi                     |
| 129.  | Ludvík Souček                                                                 | Blázni z Hepteridy                       | 1980 | 75 000  | Karel Toman                    | James Janíček                            |                                                           | 13-791-80                                | Sci-fi                     |
| 130.  | Stanislav Šusta                                                               | Návštěva z onoho světa                   | 1980 | 55 000  | Zdeněk Filip                   | James Janíček                            |                                                           | 13-801-80                                | Dobrodružná                |
| 131.  | Viktor Vasiljevič Smirnov Dmitrij Narkisovič Mamin-Sibirjak                   | Cesta k Černým modlám Bílé zlato         | 1980 | 58 500  | Robert Pelauch                 | James Janíček                            | Adolf Felix, Eva Dolejšová                                | 13-829-80                                | Dobrodružná                |
| 132.  | Pierre Pelot Václav Šolc                                                      | Stezka do Dakoty Traviči na Titicaca     | 1980 | 75 000  | Karel Přibyl                   | James Janíček                            | Anna Staňková                                             | 13-840-80                                | Dobrodružná                |
| 133.  | Jean Coué                                                                     | Válka s Venety                           | 1980 | 60 000  | Zdeněk Kudělka                 | James Janíček                            | Otomar Radina                                             | 13-868-80                                | Dobrodružná, historická    |
| 134.  | Eduard Klein                                                                  | Cesta mrtvých                            | 1980 | 64 000  | Karel Přibyl                   | James Janíček                            | Milada Misárková                                          | 13-905-80                                | Dobrodružná                |
| 135.  | Josef Kutík                                                                   | Bílá vydra                               | 1980 | 71 000  | Zdeněk Burian                  | James Janíček                            |                                                           | 13-891-80                                | Dobrodružná                |
| 136.  | Viktor Pronin Nikolaj Korotějev                                               | Pod křídlem tajfunu                      | 1980 | 64 000  | Jiří Pavlík                    | James Janíček                            | Jaroslava Bitzanová, Julie Heřmanová                      | 13-911-80                                | Detektivní                 |
| 137.  | Edouard Peisson                                                               | Vyplul z Liverpoolu                      | 1981 | 60 000  | Oldřich Jelínek                | James Janíček                            | Jaroslav Fryčer                                           | 13-794-81                                | Dobrodružná                |
| 138.  | Semjon Cvigun                                                                 | My se vrátíme                            | 1980 | 60 000  | Zdeněk Filip                   | James Janíček                            | Libor Dvořák                                              |                                          | Válečná                    |
| 139.  | Alina a Czesław Centkiewiczovi                                                | Tumbo z mysu Dobré naděje                | 1981 | 60 000  | Karel Toman                    | James Janíček                            | Helena Stachová                                           |                                          | Dobrodružná                |
| 140.  | Jules Verne                                                                   | Chancellor, Archipel v plamenech         | 1981 | 80 000  | Édouard Riou, Léon Benett      | James Janíček                            | Václav Netušil                                            | 13-843-81                                | Dobrodružná                |
| 141.  | Josef Kutík                                                                   | Návrat Bílé vydry                        | 1981 | 74 000  | Zdeněk Burian                  | James Janíček                            |                                                           | 13-869-81                                | Dobrodružná                |
| 142.  | Jozef Žarnay                                                                  | Tajemství dračí stěny                    | 1981 | 69 000  | Karel Míšek                    | James Janíček                            | Oldřich Uličný                                            | 13-889-81                                | Sci-fi                     |
| 143.  | Jakov Volček                                                                  | Karaj na stopě                           | 1981 | 66 000  | Jan Hejda                      | James Janíček                            | Milena Karlová                                            | 13-884-81                                | Dobrodružná                |
| 144.  | Stanislav Šusta                                                               | Nebezpečné signály                       | 1981 | 65 000  | Antonie Povondrová             | James Janíček                            |                                                           | 13-895-81                                | Dobrodružná                |
| 145.  | Josef Kutík                                                                   | Bílá vydra na stopě                      | 1982 | 75 000  | Zdeněk Burian                  | Zdeněk Burian, James Janíček             |                                                           |                                          | Dobrodružná                |
| 146.  | Václav Šolc                                                                   | Kondor útočí                             | 1982 | 76 000  | Miroslav Váša                  | James Janíček                            |                                                           | 13-795-82                                | Dobrodružná                |
| 147.  | Alberto Vojtěch Frič                                                          | Strýček Indián                           | 1982 | 70 000  | Zdeněk Burian                  | James Janíček                            |                                                           | 13-766-82                                | Dobrodružná                |
| 148.  | Milan Ferko                                                                   | Pirátská dobrodružství                   | 1982 | 63 000  | František Kalenský             | James Janíček                            | Zuzana Bělinová, Alena Benešová                           | 13-847-82                                | Dobrodružná                |
| 149.  | Knud Andersen                                                                 | Ve spárech oceánu                        | 1982 | 70 000  | Daniela Hahnová                | James Janíček                            | Břetislav Mencák                                          | 13-857-82                                | Dobrodružná                |
| 150.  | Antologie vědeckofantastických povídek autorů NDR, uspořádal Antonín Tejnor   | Světelná setkání                         | 1982 | 70 000  | James Janíček                  | James Janíček                            | Antonín Tejnor                                            | 13-776-82                                | Sci-fi                     |
| Číslo | Autor                                                                         | Název                                    | Rok  | Náklad  | Ilustrátor                     | Autor obálky                             | Překladatel                                               | Identifikátor                            | Žánr literatury            |
| 151.  | Georgij Šach                                                                  | Ó, Marťané                               | 1982 | 63 000  | Vladimír Kovařík               | James Janíček                            | Zdeňka Psůtková                                           | 13-858-82                                | Sci-fi                     |
| 152.  | Antologie sovětských vědeckofantastických povídek, uspořádal Miroslav Moravec | Stanice u Moře dešťů                     | 1982 | 65 000  | Teodor Rotrekl                 | James Janíček                            | Miroslav Moravec                                          | 13-868-82                                | Sci-fi                     |
| 153.  | Ludmila Freiová                                                               | Strach na planetě Kvara                  | 1982 | 68 500  | Josef Paukert                  | James Janíček                            |                                                           | 13-759-82                                | Sci-fi                     |
| 154.  | Alina a Czesław Centkiewiczovi                                                | Tumbo znovu v nesnázích                  | 1982 | 55 000  | Karel Toman                    | James Janíček                            | Helena Stachová                                           | 13-882-82                                | Dobrodružná                |
| 155.  | Otto Janka                                                                    | Melodie proti Siouxům                    | 1982 | 65 000  | Ervín Urban                    | James Janíček                            |                                                           | 13-863-82                                | Dobrodružná                |
| 156.  | František Flos                                                                | Z pralesů Konga                          | 1983 | 62 000  | Zdeněk Burian                  | James Janíček                            |                                                           | 13-763-83                                | Dobrodružná                |
| 157.  | Antologie sovětských vědeckofantastických povídek, uspořádal Ivo Král         | Maják na útesu Delfínů                   | 1983 | 62 000  | Jan Rybák                      | James Janíček                            | Ivo Král, Jitka Šebková                                   | 13-769-83                                | Sci-fi                     |
| 158.  | Václav Šolc                                                                   | Stín dvou orlů                           | 1983 | 62 000  | Miroslav Váša                  | James Janíček                            |                                                           | 13-817-83                                | Dobrodružná                |
| 159.  | John Meade Falkner                                                            | Měsíční Zátoka                           | 1983 | 60 000  | Jiří Blažek                    | James Janíček                            | Hana Parkánová                                            | 13-827-83                                | Dobrodružná                |
| 160.  | Otakar Brůna                                                                  | Boj o perlu                              | 1983 | 60 000  | Otakar Procházka               | James Janíček                            |                                                           | 13-828-83                                | Dobrodružná                |
| 161.  | Václav Klička                                                                 | Drion opouští Zemi                       | 1983 | 68 500  | Karel Přibyl                   | James Janíček                            |                                                           | 13-849-83                                | Sci-fi                     |
| 162.  | Antologie anglo-amerických sci-fi povídek, uspořádal Oldřich Černý            | Vlak do pekla                            | 1983 | 70 000  | Jarmila Jeriová                | James Janíček                            | Oldřich Černý, Miloš Calda a Viktorie Klásková            | 13-875-83                                | Sci-fi                     |
| 163.  | Václav Šolc Arup Kumár Datta                                                  | Robinzoni z And Kaziranzká stezka        | 1983 | 62 000  | Jiří Krásl                     | James Janíček                            | Milena Perglerová                                         | 13-869-83                                | Dobrodružná                |
| 164.  | Ivo Pechar                                                                    | Havraní doga                             | 1983 | 62 000  | Miroslav Vrátný                | James Janíček                            |                                                           | 13-893-83                                | Dobrodružná                |
| 165.  | Josef Kutík                                                                   | Bílá vydra v záloze                      | 1983 | 71 500  | Karel Toman                    | James Janíček                            |                                                           | 13-891-83                                | Dobrodružná                |
| 166.  | Jerzy Edigey                                                                  | Strážce pyramidy                         | 1984 | 70 000  | James Janíček                  | James Janíček                            | René Frühauf                                              | 13-795-84                                | Dobrodružná                |
| 167.  | Ernest Thompson Seton                                                         | Moji známí z divočiny                    | 1984 | 100 000 | Jan Černý                      | James Janíček                            |                                                           |                                          | Dobrodružná                |
| 168.  | Radovan Šimáček                                                               | Zločin na Zlenicích hradě L. P. 1318     | 1984 | 75 000  | Vladimír Kopecký               | James Janíček                            |                                                           | 13-828-84                                | Detektivní                 |
| 169.  | Ján Fekete                                                                    | Hudba pro vesmířany                      | 1984 | 73 000  | Teodor Rotrekl                 | James Janíček                            | Eva Brdičková                                             | 13-829-84                                | Sci-fi                     |
| 170.  | Eduard Klein                                                                  | Země chladu                              | 1984 | 70 500  | Miroslav Vrátný                | James Janíček                            | Josef Poláček                                             | 13-839-84                                | Dobrodružná                |
| 171.  | Ladislav Mikeš Pařízek                                                        | Jezero Manyara                           | 1984 | 72 500  | Miroslav Váša                  | James Janíček                            |                                                           |                                          | Dobrodružná                |
| 172.  | Stanislav Šusta                                                               | Záhada staré jeskyně                     | 1984 | 70 500  | Zdeněk Filip                   | James Janíček                            |                                                           |                                          | Dobrodružná                |
| 173.  | Zdeněk Mareš                                                                  | Tvůj majestát, králi                     | 1984 | 71 000  | Gustav Krum                    | James Janíček                            |                                                           | 13-853-84                                | Dobrodružná                |
| 174.  | Boris Žitkov                                                                  | Na moři                                  | 1984 | 66 000  | Jan Hejda                      | James Janíček                            | Irena Camutaliová                                         |                                          | Dobrodružná                |
| 175.  | Ondřej Neff                                                                   | Jádro pudla                              | 1984 | 73 000  | Miroslav Jiránek               | James Janíček                            |                                                           | 13-858-84                                | Sci-fi                     |
| Číslo | Autor                                                                         | Název                                    | Rok  | Náklad  | Ilustrátor                     | Autor obálky                             | Překladatel                                               | Identifikátor                            | Žánr literatury            |
| 176.  | Václav Šolc                                                                   | Jsem Indián!                             | 1984 | 70 000  | Miroslav Váša                  | James Janíček                            |                                                           | 13-887-84                                | Dobrodružná                |
| 177.  | Lukáš Luhan                                                                   | Strážce bílého stáda                     | 1984 | 71 000  | František Kalenský             | James Janíček                            |                                                           |                                          | Dobrodružná                |
| 178.  | Robert Louis Stevenson                                                        | Poklad na ostrově                        | 1985 | 100 000 | Karel Toman                    | James Janíček                            | Hana Šnajdrová                                            | 13-752-85                                | Dobrodružná                |
| 179.  | Anatolij Bezuglov                                                             | Kde je markýz?                           | 1985 | 65 000  | Karel Přibyl                   | James Janíček                            | Olga Ptáčková-Macháčková                                  |                                          | Detektivní                 |
| 180.  | Viktor Vasiljevič Smirnov Dmitrij Narkisovič Mamin-Sibirjak                   | Cesta k Černým modlám Bílé zlato         | 1985 | 71 000  | Robert Pelauch                 | James Janíček                            | Adolf Felix, Eva Dolejšová                                |                                          | Dobrodružná                |
| 181.  | Jozef Repko                                                                   | Kletba černé skály                       | 1985 | 75 000  | Josef Paukert                  | James Janíček                            | Evžen Lukeš                                               |                                          | Dobrodružná                |
| 182.  | Antologie amerických westernových povídek, uspořádal Jiří Šeda                | Strach v sedle                           | 1985 | 86 000  | Vladimír Kovářík               | James Janíček                            | Jan Čermák, Michaela Hornátová, Martin Skřivan, Jan Starý | 13-849-85                                | Dobrodružná                |
| 183.  | Arthur Conan Doyle                                                            | Kapitán Polární hvězdy                   | 1985 | 88 500  | Alexander Kohout               | James Janíček                            | Jarmila Rasíková                                          | 13-887-85                                | Fantastická                |
| 184.  | Louis Garneray                                                                | Patnáctiletý korzár                      | 1985 | 83 000  | Přemysl Kubela                 | James Janíček                            | Růžena Steklačová                                         |                                          | Dobrodružná                |
| 185.  | Ladislav Mikeš Pařízek                                                        | Prales leopardů                          | 1985 | 82 000  | Miroslav Váša                  | James Janíček                            |                                                           |                                          | Dobrodružná                |
| 186.  | Josef Kutík                                                                   | Bílá vydra na vlčí stezce                | 1985 | 85 000  | Karel Toman                    | James Janíček                            |                                                           | 13-878-85                                | Dobrodružná                |
| 187.  | Václav Šolc                                                                   | Traviči na Titicaca                      | 1985 | 70 000  | Karel Přibyl                   | James Janíček                            |                                                           | 13-883-85                                | Dobrodružná                |
| 188.  | Boris Krumov                                                                  | Pes a zamilovaní kluci                   | 1985 | 70 000  | Inka Develová                  | James Janíček                            | Zlata Kufnerová                                           |                                          | Dobrodružná                |
| 189.  | András Dékány                                                                 | Poslední Robinsonovo dobrodružství       | 1986 | 73 000  | Přemysl Kubela                 | James Janíček                            | Marcela Husová                                            | 13-755-86                                | Dobrodružná                |
| 190.  | Jules Verne                                                                   | Dobrodružství kapitána Hatterase         | 1986 | 82 000  | Édouard Riou                   | James Janíček                            | Václav Netušil                                            | 13-775-86                                | Dobrodružná                |
| 191.  | Antologie sovětských vědeckofantastických povídek, uspořádal Miroslav Moravec | Stanice u Moře dešťů                     | 1986 | 61 000  | Teodor Rotrekl                 | James Janíček                            | Miroslav Moravec                                          | 13-799-86                                | Sci-fi                     |
| 192.  | Ludvík Souček                                                                 | Blázni z Hepteridy                       | 1986 | 80 000  | Karel Toman                    | James Janíček                            |                                                           | 13-812-86                                | Sci-fi                     |
| 193.  | Vladimír Čivilichin                                                           | Požár v tajze                            | 1986 | 55 000  | Jiří Krásl                     | James Janíček                            | Julie Heřmanová-Kohnová                                   | 13-858-86                                | Dobrodružná                |
| 194.  | Ludmila Freiová                                                               | Cizinci na planetě Kvara                 | 1986 | 64 000  | Josef Paukert                  | James Janíček                            |                                                           | 13-824-86                                | Sci-fi                     |
| 195.  | Václav Klička                                                                 | Ve jménu Metanoona                       | 1986 | 60 000  | Jan Hejda                      | James Janíček                            |                                                           | 13-860-86                                | Sci-fi                     |
| 196.  | Svetoslav Dončev Slavčev                                                      | Stopa k souhvězdí Orión                  | 1986 | 52 000  | Jiří Pavlík                    | James Janíček                            | Zlata Kufnerová                                           | 13-868-86                                | Sci-fi                     |
| 197.  | Francis Bret Harte                                                            | Jak jsem se stal zlatokopem              | 1986 | 62 000  | Jan Rybák                      | James Janíček                            | Radoslav Nenadál, Miloš Maixner, Milan Rejl, A.J. Šťastný | 13-873-86                                | Dobrodružná                |
| 198.  | Jiří Janoš                                                                    | Tajemný nindža                           | 1986 | 55 000  | Vladimír Kopecký               | James Janíček                            |                                                           |                                          | Dobrodružná                |
| 199.  | Zdeněk Mareš                                                                  | Už tamboři bubnují                       | 1987 | 51 000  | Karel Toman                    | James Janíček                            |                                                           |                                          | Dobrodružná                |
| 200.  | Otto Janka                                                                    | Amulet Siouxů                            | 1987 | 55 000  | Jaroslav Hořánek               | James Janíček                            |                                                           |                                          | Dobrodružná                |
| Číslo | Autor                                                                         | Název                                    | Rok  | Náklad  | Ilustrátor                     | Autor obálky                             | Překladatel                                               | Identifikátor                            | Žánr literatury            |
| 201.  | Nikolaj Vnukov                                                                | Sverre volá o pomoc                      | 1987 | 49 000  | James Janíček                  | James Janíček                            | Libor Dvořák                                              |                                          | Válečná                    |
| 202.  | Stanislav Šusta                                                               | Ešalon smrti                             | 1987 | 47 000  | Antonie Povondrová             | James Janíček                            |                                                           |                                          | Dobrodružná                |
| 203.  | Zdeněk Vyhlídal                                                               | Pandur Trenk                             | 1987 | 55 000  | Petr Urban                     | James Janíček                            |                                                           |                                          | Dobrodružná                |
| 204.  | František Cecko-Kubernát                                                      | Rysí kůže                                | 1987 | 52 000  | Karel Přibyl                   | James Janíček                            | Emil Charous                                              |                                          | Dobrodružná                |
| 205.  | Ilja Afroimovič Turičin                                                       | Kuráž                                    | 1987 | 48 000  | Inka Delevová                  | James Janíček                            | Libor Dvořák                                              | 13-874-87                                | Dobrodružná                |
| 206.  | Robert Leeson                                                                 | Pomsta Honzy Silvera                     | 1987 | 55 000  | Jan Žbánek                     | James Janíček                            | Jan Eldman                                                | 13-875-87                                | Dobrodružná                |
| 207.  | Vladimír Landa                                                                | Nebezpečné dobrodružství                 | 1987 | 48 000  | Petr Urban                     | James Janíček                            |                                                           | 13-876-87                                | Dobrodružná                |
| 208.  | Andrew Salkey Václav Šolc                                                     | Hurikán Synové kondorů                   | 1987 | 48 500  | Miroslav Váša                  | James Janíček                            | Jan Starý                                                 | 13-885-87                                | Dobrodružná                |
| 209.  | Milan Sobotík                                                                 | Varování zmizelých                       | 1988 | 52 000  | Jan Hejda                      | James Janíček                            |                                                           | 13-782-88                                | Sci-fi                     |
| 210.  | Josef Kutík                                                                   | Bílá vydra u Bobří hráze                 | 1988 | 54 500  | Karel Toman                    | James Janíček                            |                                                           | 13-794-88                                | Dobrodružná                |
| 211.  | Otto Janka                                                                    | Rytíř na kajaku                          | 1988 | 47 500  | Michal Kudělka                 | James Janíček                            |                                                           |                                          | Dobrodružná                |
| 212.  | Oldřich Kašpar                                                                | Tajemství Vlčí rokle                     | 1988 | 48 000  | Jaroslav Hořánek               | James Janíček                            |                                                           |                                          | Dobrodružná                |
| 213.  | Philippe Ebly                                                                 | Návrat z nenávratna                      | 1988 | 49 000  | Karel Šafář                    | James Janíček                            | Otomar Radina                                             |                                          | Fantastická                |
| 214.  | Svoboda Bačvarovová                                                           | Dobrodružství Fily a Makenzena           | 1988 | 41 000  | Valentin Popov                 | James Janíček                            | Ludmila Kroužilová                                        |                                          | Dobrodružná                |
| 215.  | Karel Sellner                                                                 | Osudná věštba                            | 1988 | 46 500  | Eduard Hájek                   | James Janíček                            |                                                           |                                          | Dobrodružná                |
| 216.  | Thomas Mayne-Reid                                                             | Bezhlavý jezdec                          | 1988 | 60 000  | Libor Balák                    | James Janíček                            | Vladimír Svoboda                                          |                                          | Dobrodružná                |
| 217.  | Vladimír Savčenko                                                             | Za hranicemi času                        | 1988 | 46 000  | Michal Skalník                 | James Janíček                            | Libor Dvořák                                              | 13-872-88                                | Sci-fi                     |
| 218.  | Rado Murnik                                                                   | Krásný janičár                           | 1988 | 43 500  | Zdeněk Mlčoch                  | James Janíček                            | Milada Nedvědová                                          |                                          | Dobrodružná                |
| 219.  | Zuzana Duchoňová                                                              | Nefritový prsten                         | 1988 | 43 000  | Vladimír Kopecký               | James Janíček                            |                                                           | 13-879-88                                | Dobrodružná                |
| 220.  | Antologie polských vědeckofantastických povídek, uspořádal Pavel Weigel       | Vládcové času                            | 1988 | 49 000  | James Janíček                  | James Janíček                            | Pavel Weigel, Jaroslav Olša, jr.                          | 13-808-88                                | Sci-fi                     |
| 221.  | Donát Šajner                                                                  | Zpívající digger                         | 1989 | 45 000  | Karel Toman                    | James Janíček                            |                                                           |                                          | Dobrodružná                |
| 222.  | Otto Janka                                                                    | Let plachého čaroděje                    | 1989 | 43 000  | Michal Kudělka                 | James Janíček                            |                                                           |                                          | Dobrodružná                |
| 223.  | Václav Šolc                                                                   | Smrt supům!                              | 1989 | 45 000  | Karel Přibyl                   | James Janíček                            |                                                           | 13-861-89                                | Dobrodružná                |
| 224.  | Ondřej Neff                                                                   | Čarodějův učeň                           | 1989 | 49 000  | Teodor Rotrekl                 | James Janíček                            |                                                           |                                          | Sci-fi                     |
| 225.  | Stanislav Šusta                                                               | Stopami vlků                             | 1989 | 43 000  | Zdeněk Filip                   | James Janíček                            |                                                           |                                          | Dobrodružná                |
| Číslo | Autor                                                                         | Název                                    | Rok  | Náklad  | Ilustrátor                     | Autor obálky                             | Překladatel                                               | Identifikátor (od r. 1989 případně ISBN) | Žánr literatury            |
| 226.  | Zdeněk Volný                                                                  | Oko chiméry                              | 1989 | 47 000  | Hana Čápová                    | James Janíček                            |                                                           | 13-859-89                                | Sci-fi                     |
| 227.  | Jaroslav Velinský                                                             | Cestou dračích lodí                      | 1989 | 50 000  | Přemysl Kubela                 | James Janíček                            |                                                           |                                          | Dobrodružná                |
| 228.  | Antologie sovětských ukrajinských sci-fi povídek                              | Stíny minulosti                          | 1989 | 43 000  | Jan Hejda                      | James Janíček                            | Jaroslava Bitzanová                                       | 13-872-89                                | Sci-fi                     |
| 229.  | René Frühauf                                                                  | Tisíc kilometrů v sedle                  | 1989 | 41 500  | Miloslav Disman                |                                          |                                                           |                                          | Dobrodružná                |
| 230.  | Josef Kutík                                                                   | Bílá vydra na hranici lesů               | 1989 | 49 000  | Karel Toman                    |                                          |                                                           |                                          | Dobrodružná                |
| 231.  | Jerzy Edigey                                                                  | Král Babylonu                            | 1990 | 42 000  | Jiří Blažek                    |                                          | Pavel Frýbort                                             |                                          | Dobrodružná                |
| 232.  | Ladislav Mikeš Pařízek                                                        | Hledači ztraceného stínu                 | 1990 | 43 500  | Ladislav Hojný                 |                                          |                                                           |                                          | Dobrodružná                |
| 233.  | Stanislav Šusta                                                               | Konec žabích mužů                        | 1990 | 41 000  | Zdeněk Filip                   |                                          |                                                           |                                          | Dobrodružná                |
| 234.  | Jules Verne Pierre Maël                                                       | Chancellor Syn moře                      | 1990 | 55 000  | Jiří Pavlík                    |                                          | Václav Netušil, Evžen Lukeš                               |                                          | Dobrodružná                |
| 235.  | Petr David, Miroslav Moravec                                                  | Beamona jsem překonat nechtěl            | 1990 | 45 000  | Michal Jansa                   | James Janíček                            |                                                           |                                          | Sci-fi                     |
| 236.  | Vladimír Landa                                                                | Zásah v pravou chvíli                    | 1990 | 37 000  | Jiří Vaněček                   |                                          |                                                           | 80-00-00051-2                            | Dobrodružná                |
| 237.  | Sergej Žemajtis                                                               | Šarlatová planeta                        | 1990 | 37 500  | James Janíček                  | James Janíček                            | Dimitrij Běloševský                                       | 80-00-00020-2                            | Sci-fi                     |
| 238.  | Vladimír a Jan Kováříkovi                                                     | Výbuch pod Kotlíkem                      | 1990 | 38 000  | Boris Nosek                    |                                          |                                                           | 80-00-00044-X                            | Dobrodružná                |

#### Nečíslovaná vydání
V roce 1989 vyšly tři sešity podobné Karavaně (menší formát 27,3 × 20,5 cm, lesklý obal, bez znaku Karavany na titulní stránce, ale se zmínkou o ni na vnitřní straně obálky, nečíslované). U autora a názvu je uveden rok vydání, náklad, ilustrátor, popř. překladatel, ISBN a žánr (podobně jako v předchozích tabulkách):
- Jaroslav Foglar, Chata v Jezerní kotlině (1989, 150 000, Marko Čermák, obálka Marko Čermák, James Janíček, 13-764-89, Dobrodružná)
- Ludvík Souček, Rakve útočí (1989, 63 300, ?, Literatura faktu)
- Jules Verne – Sever proti jihu (1989, 60 000, Vladimír Kopecký, překlad Gustav Francl, Dobrodružná)

V letech 1991–1992 pokračovala edice ještě sedmi nečíslovanými svazky (ale s logem Karavana v levém horním rohu sešitu):
- Ondřej Neff – Šídlo v pytli (1991, 50 000, Teodor Rotrekl, 80-00-00160-8, Sci-fi)
- Karel May – V zemi draka (1991, neuveden, Jan Krásný, obálka Jan Hejda, překlad Stanislav Šíp, 80-00-00180-2, Dobrodružná)
- Otto Janka – Byl jsem tady – Pérák (1991,	neuveden, Jiří Pavlík, 80-00-00123-3, Dobrodružná)
- Lukáš Luhan – Souhvězdí Brouka (1991, 	neuveden, Milan Erazim, 80-00-00071-7, Sci-fi)
- István Nemere – Klaustropolis (1991, neuveden, Ivan Helekal, obálka Ivan Helekal, překlad Jan Lichtenstein, 80-00-00151-9, Sci-fi)
- Jaroslav Velinský – Přídí k severu (1991, neuveden, Přemysl Kubela, 80-00-00192-6, Dobrodružná, historická)
- Arthur Conan Doyle – Ztracený svět (1992, 30 000, Pavel Brom, 80-00-00182-9, Dobrodružná)

## Edice Karavana (třetí edice)
| Číslo | Autor                                                              | Název                         | Rok  | Cena   | Autor obálky         | Překladatel                                                     | ISBN              | Žánr literatury                               |
| ----- | ------------------------------------------------------------------ | ----------------------------- | ---- | ------ | -------------------- | --------------------------------------------------------------- | ----------------- | --------------------------------------------- |
| 1.    | Antologie angloamerických sci-fi povídek (uspořádal Ondřej Müller) | Tunel do věčnosti             | 1999 | 119 Kč | Václav Rytina        | J. Emmerová, F. Jungwirth, P. Medek, G. Pospíšilová, V. Svoboda | 80-00-00810-6     | Sci-fi – antologie                            |
| 2.    | Poul Anderson                                                      | Tři srdce, tři lvi            | 1999 | 119 Kč | Václav Rytina        | Jitka Bojanovská                                                | 80-00-00807-6     | Fantasy                                       |
| 3.    | George R. R. Martin                                                | Tufova dobrodružství          | 2000 | 140 Kč | Václav Rytina        | Pavel Medek                                                     | 80-00-00835-1     | Sci-fi – povídková sbírka – pro děti a mládež |
| 4.    | Algis Budrys                                                       | Šílený měsíc                  | 2000 | 125 Kč | obálka Václav Rytina | Pavel Medek                                                     | 80-00-00856-4     | Sci-fi – antiutopie                           |
| 5.    | Janusz A. Zajdel                                                   | Edenie                        | 2000 | 130 Kč | ?                    | Pavel Weigel                                                    | 80-00-00901-3     | Sci-fi                                        |
| 6.    | Henry Kuttner                                                      | Čarovný svět Henry Kuttnera   | 2001 | 159 Kč | Jill Bauman          | Václav Kajdoš, Tomáš Korbař, Pavel Medek, Veronika Volhejnová   | 80-00-0975-7      | Sci-fi – povídková sbírka                     |
| 7.    | Andreas Eschbach                                                   | Tkalci gobelínů               | 2001 | 135 Kč | David Mattingly      | Ondřej Müller                                                   | 80-00-01030-5     | Sci-fi                                        |
| 8.    | Isaac Asimov                                                       | Konec Věčnosti                | 2002 | 150 Kč | Václav Rytina        | Zdeněk Volný                                                    | 80-00-01059-3     | Sci-fi – cestování časem                      |
| 9.    | John Wyndham                                                       | Záludný vesmír Johna Wyndhama | 2003 | 159 Kč | Doug Beekman         | Pavel Medek                                                     | 80-00-01188-3     | Sci-fi – povídková sbírka                     |
| 10.   | Poul Anderson                                                      | Bouře noci svatojánské        | 2003 | 145 Kč | Doug Beekman         | Martin a Milena Poláčkovi                                       | 80-00-01190-5     | Fantasy                                       |
| 11.   | Robert Sheckley                                                    | Bláznivý vesmír               | 2005 | 159 Kč | Jakub Požár          | Petr Janouch, Petr Kotrle                                       | 80-00-01690-7     | Sci-fi – povídková sbírka                     |
| 12.   | Brian W. Aldiss                                                    | Galaxie jako zrnka písku      | 2006 | 159 Kč | Jakub Požár          | Linda Bartošková                                                | 8000018772        | Sci-fi – povídková sbírka                     |
| 13.   | Leigh Brackettová                                                  | Rhiannonův meč a jiné příběhy | 2007 | 219 Kč | Jakub Požár          | Pavel Medek, Ondřej Müller, Jana a Jan Jam Oščádalovi           | 978-80-00-01996-3 | Fantasy, Sci-fi – povídková sbírka            |

## Nejčastěji vyšlo
Seřazeno dle příjmení a poté dle roku druhého vydání.

### Vyšlo 3×
- Alberto Vojtěch Frič – Strýček Indián (sešity 15. (1968), 66. (1973) a 147. (1982))
- Karel Sellner – Osudová věštba (sešity 55. (1972), 101. (1976) a 215. (1988))
- Ernest Thompson Seton – Moji známí z divočiny, knihy 15–16 (1961), sešity 13. (1968) a 167. (1984))

### Vyšlo 2×
- Antologie anglo-amerických SF povídek (uspořádal Oldřich Černý) – Vlak do pekla (sešity 91. (1976) a 162. (1983))
- Antologie sovětských SF povídek (uspořádal Miroslav Moravec) – Stanice u Moře dešťů (sešity 152. (1982) a 191. (1986))
- Joseph Alexander Altsheler – Ztracení lovci (sešity 40. (1971) a 114. (1978))
- Joseph Alexander Altsheler – Strážci pralesa (sešity 77. (1974) a 126. (1979))
- Anatolij Bezuglov – Kde je markýz? (sešity 115. (1978) a 179. (1985))
- František Flos – Na modrém Nilu (sešity 22. (1969) a 92. (1976))
- František Flos – Z pralesů Konga (sešity 42. (1971) a 156. (1983))
- Jaroslav Foglar – Chata v Jezerní kotlině (román na pokračování v sešitech 1–11. (1967–1968) a nečíslovaný sešit (1989))
- Alberto Vojtěch Frič – Hadí ostrov (sešity 3. (1967) a 46. (1971))
- Alberto Vojtěch Frič – Dlouhý lovec (sešity 7. (1968) a 53. (1972))
- Friedrich Gerstäcker – Pevnost u Solného brodu (sešity 10. (1968) a 79. (1974))
- Richard Halliburton – Cesty za dobrodružstvím (knihy 2. (1958) a 13. (1960))
- Lukáš Luhan – Strážce bílého stáda (sešity 125. (1979) a 177. (1984))
- Pierre Maël – Syn moře (sešity 63. (1973) a 234. (1990))
- Dmitrij Narkisovič Mamin-Sibirjak – Bílé zlato (sešity 131. (1980) a 180. (1985))
- Frederick Marryat – Dobrodružství kadeta Keenea (sešity 52. (1972) a 95. (1976))
- Frederick Marryat – Piráti (sešity 24. (1969) a 98. (1976))
- Karel May – V zemi draka (román na pokračování v sešitech 50–56. (1972) a nečíslovaný sešit (1991))
- Thomas Mayne-Reid – Bezhlavý jezdec (sešity 56. (1972) a 216. (1988))
- Alois Musil – Cedry na Libanonu (sešity 9. (1968) a 58. (1973))
- Ladislav Mikeš Pařízek – Kraj dvojí oblohy (sešity 17. (1968) a 82. (1975))
- Ladislav Mikeš Pařízek – Jezero Manyara (sešity 67. (1973) a 171. (1984))
- Ladislav Mikeš Pařízek – Prales leopardů (kniha 3. (1958), sešit 185. (1985))
- Jozef Repko – Kletba černé skály (sešity 105. (1977) a 181. (1985))
- Viktor Vasiljevič Smirnov – Cesta k Černým modlám (sešity 131. (1980) a 180. (1985))
- Ludvík Souček – Blázni z Hepteridy (sešity 129. (1980) a 192. (1986))
- Donát Šajner – Zpívající digger (sešity 69. (1973) a 221. (1989))
- Václav Šolc – Traviči na Titicaca (sešity 132. (1980) a 187. (1985))
- Václav Šolc – Synové Kondorů (sešity 74. (1974) a 208. (1987))
- Jules Verne, André Laurie – Trosečník z Cynthie (kniha 28. (1963), sešit 1. (1967))
- Jules Verne – Sever proti Jihu (sešit 113. (1978) a nečíslovaný sešit (1989))